# Ibrahim al-Imam
Abu-Ishaq Ibrahim ibn Muhàmmad ibn Alí ibn Abd-Al·lah ibn al-Abbàs —àrab: ابو إسحاق إبراهيم بن محمد بن علي بن عبد الله بن العباس, Abū Isḥāq Ibrāhīm b. Muḥammad b. ʿAlī b. ʿAbd Allāh b. al-ʿAbbās—, més conegut simplement com a Ibrahim ibn Muhàmmad o, sobretot, com a Ibrahim al-Imam —àrab: إبراهيم الإمام, Ibrāhīm al-Imām—, fou un membre de la família abbàssida i cap dels abbàssides abans de la conquesta del poder (742-749).
A la mort del seu pare Muhàmmad ibn Alí, cap dels abbàssides, el 742/743, Ibrahim va assolir la successió; el 743 va resistir les pressions que li feien a la Meca els daïs abbàssides per iniciar la revolta; el 744/745 aconsellat pel daï (missioner) abbàssida Abu-Hàixim Bakir ibn Mahan, Ibrahim va nomenar Abu-Sàlama Hafs ibn Sulayman, gendre d'Abu-Hàixim Bakir, com a daï suprem de Kufa. Sulayman ibn Kathir al-Khuzaí, un daï abbàssida, per mitjà d'Abu-Sàlama, va demanar a Ibrahim el nomenament d'un cap suprem per iniciar la revolució al Khurasan. Ibrahim va nomenar Sulayman però aquest va refusar; altres també van refusar i finalment l'elecció va recaure en el seu mawla Abu-Múslim (745/746).
Sota orde d'Ibrahim, la rebel·lió fou proclamada el 30 de maig del 747. Abu-Múslim va donar suport a Alí ibn al-Karmaní, cap dels iemenites del Khurasan en lluita contra el governador de la província Nasr ibn Sayyar, al que va ajudar a expulsar. Ali fou reconegut per Abu-Múslim com a governador nominal del Khurasan i el va utilitzar per aturar l'acció del kharigita Xayban as-Saghir. Conquerit el Khurasan (748) Ibrahim va designar a Qàhtaba ibn Xabib com a cap de l'exèrcit del Khurasan que havia d'avançar cap a l'Iraq.
Fou llavors quan Ibrahim fou detingut a al-Humayma i fou empresonat a Haran on va morir l'agost del 749. Sobre la seva mort s'ha parlat d'assassinat i enverinament per orde de Marwan II, però és força probable que morís a causa de l'epidèmia de pesta que assolava Síria en aquell moment. La seva mort va posar enfront a Abu Muslim del Khurasan i a Abu Salama de l'Iraq i el califat va acabar en mans d'Abu-l-Abbàs, germanastre i hereu d'Ibrahim.
Ibrahim va deixar dos fills, Abd-al-Wahhab i Muhàmmad, cap dels quals, que se sàpiga, va aspirar al poder.